# Alexander Achinioti-Jönsson
Alexander Achinioti-Jönsson, né le 17 avril 1996 à Hittarp en Suède, est un footballeur suédois évoluant au poste de milieu défensif au Forge FC en Première ligue canadienne.

## Biographie
Lors de la saison 2018, il inscrit quatre buts en Superettan (D2 suédoise), avec le club de l'IFK Värnamo.
Avec le club canadien du Forge FC, il participe à plusieurs reprises à la Ligue de la CONCACAF.

## Palmarès
- Forge FC
  - Champion de la Première ligue canadienne en 2019[4] et 2020[5]